# From the Muddy Banks of the Wishkah
Albums de Nirvana
Singles
(1995) Nirvana
(2002)
From the Muddy Banks of the Wishkah est une compilation d'extraits de concerts de Nirvana. Sorti en octobre 1996, l'album présente des morceaux enregistrés de 1989 à 1994.

## Essence de l'album

### Général
From the Muddy Banks of the Wishkah est le deuxième album de Nirvana sorti après la mort du leader Kurt Cobain.
Avant celle-ci, le projet d'un album live mélangé avec des extraits du concert unplugged enregistré à New-York avait été envisagé par le groupe. Finalement, le projet fut abandonné et on décida de sortir seules les chansons du concert en acoustique de New York, qui donna le fameux MTV Unplugged in New York. Il était, en effet, émotionnellement parlant, pour les membres restants du groupe, difficile d'entendre la voix de Kurt Cobain quelques mois seulement après sa mort.
Il a fallu finalement attendre octobre 1996 pour qu'une compilation live voit le jour ; orchestrée par Krist Novoselic qui écrivit par la même occasion les notes de la pochette de l'album. 

### Mémoire
Outre l'hommage rendu à Kurt Cobain, Krist Novoselic et Dave Grohl étaient désireux de sortir un tel album pour rappeler à certaines critiques que sur scène Nirvana ne manquait pas de rage ou de puissance. 
Le titre de l'album comporte le nom de la rivière Wishkah qui borde plusieurs villes, et le long de laquelle Krist et Kurt se sont rencontrés. La Wishkah passe aussi sous un pont rendu célèbre avec la chanson Something in the Way, sous lequel on affirma, par pure mythologie, que Cobain avait vécu pendant sa période d'errance. 
Cependant, la mémoire de Kurt Cobain reste liée à cette rivière puisqu'un tiers de ses cendres y furent déposées.

## Chansons
| No  | Titre                   | Auteur                   | Concert                                           | Durée |
| --- | ----------------------- | ------------------------ | ------------------------------------------------- | ----- |
| 1.  | Intro                   |                          | London Astoria, Londres, 03/12/1989               | 0:52  |
| 2.  | School                  |                          | Paradiso, Amsterdam, 25/11/1991                   | 2:40  |
| 3.  | Drain you               | Cobain, Nirvana          | O'Brien Pavilion, Del Mar, 28/12/1991             | 3:34  |
| 4.  | Aneurysm                | Cobain, Grohl, Novoselic | O'Brien Pavilion, Del Mar, 28/12/1991             | 4:31  |
| 5.  | Smells Like Teen Spirit | Cobain, Nirvana          | O'Brien Pavilion, Del Mar, 28/12/1991             | 4:47  |
| 6.  | Been a Son              |                          | Paradiso, Amsterdam, 25/11/1991                   | 2:07  |
| 7.  | Lithium                 |                          | Paradiso, Amsterdam, 25/11/1991                   | 4:10  |
| 8.  | Sliver                  |                          | Springfield Civic Center, Springfield, 10/11/1993 | 1:55  |
| 9.  | Spank Thru              |                          | Il Castello Vi de Porta , Rome, 19/11/1991        | 3:10  |
| 10. | Scentless Apprentice    | Cobain, Grohl, Novoselic | Pier 48, Seattle, 13/12/1993                      | 3:31  |
| 11. | Heart-Shaped Box        |                          | Great Western Forum, Inglewood, 30/12/1993        | 4:41  |
| 12. | Milk It                 |                          | Seattle Center Arena, Seattle, 07/01/1994         | 3:45  |
| 13. | Negative Creep          |                          | Paramount Theatre, Seattle, 31/10/1991            | 2:43  |
| 14. | Polly                   | Cobain, Nirvana          | London Astoria, Londres, 03/12/1989               | 2:30  |
| 15. | Breed                   | Cobain, Nirvana          | London Astoria, Londres, 03/12/1989               | 3:28  |
| 16. | Tourette's              |                          | Reading Festival, Reading, 30/08/1992             | 1:55  |
| 17. | Blew                    |                          | Paradiso, Amsterdam, 25/11/1991                   | 3:36  |

## Musiciens
- Kurt Cobain : chant, guitares.
- Krist Novoselic : basse.
- Dave Grohl : batterie, chœurs.
- Pat Smear : guitare sur Sliver, Scentless Apprentice, Heart-Shaped Box et Milk It, chœurs.
- Chad Channing : batterie sur Polly et Breed.

## Anecdotes
Avant de jouer Tourette's, on peut entendre la plaisanterie faite au Reading Festival en Angleterre le 30 août 1992 où le groupe joua la chanson pour la première fois en concert sous le nom de The Eagle Has Landed, et où Krist Novoselic encouragea les bootleggers ou pirates à enregistrer la chanson.

## Charts & certifications
Charts album
| Pays             | Durée du classement | Meilleur classement | Date             |
| ---------------- | ------------------- | ------------------- | ---------------- |
| Allemagne        | 7 semaines          | 38e                 | 28 octobre 1996  |
| Australie        | 17 semaines         | 1er                 | 13 octobre 1996  |
| Autriche         | 16 semaines         | 3e                  | 20 octobre 1996  |
| Belgique (W)     | 11 semaines         | 4e                  | 26 octobre 1996  |
| Belgique (V)     | 12 semaines         | 10e                 | 2 novembre 1996  |
| Canada           | 18 semaines         | 1er                 | 14 octobre 1996  |
| États-Unis       | 21 semaines         | 1er                 | 19 octobre 1996  |
| Finlande         | 7 semaines          | 2e                  | 11 novembre 1996 |
| France           | 11 semaines         | 7e                  | 26 octobre 1996  |
| Norvège          | 4 semaines          | 8e                  | 7 octobre 1996   |
| Nouvelle-Zélande | 10 semaines         | 2e                  | 20 octobre 1996  |
| Pays-Bas         | 9 semaines          | 14e                 | 9 novembre 1996  |
| Royaume-Uni      | 9 semaines          | 4e                  | 12 octobre 1996  |
| Suède            | 7 semaines          | 6e                  | 11 octobre 1996  |
| Suisse           | 7 semaines          | 9e                  | 13 octobre 1996  |

Certifications
| Pays             | Certification | Ventes      | Date             |
| ---------------- | ------------- | ----------- | ---------------- |
| Australie        | Platine       | 70 000 +    | 1996             |
| Autriche         | Or            | 25 000 +    | 28 avril 1997    |
| Canada           | 2 × Platine   | 200 000 +   | 31 octobre 1996  |
| États-Unis       | Platine       | 1 000 000 + | 12 juin 1996     |
| France           | 2 × Or        | 200 000 +   | 27 novembre 1997 |
| Nouvelle-Zélande | Platine       | 15 000 +    | 17 novembre 1996 |
| Royaume-Uni      | Or            | 100 000 +   | 22 juillet 2013  |

Charts singles
| Single          | Chart                  | Durée du classement | Position | Date             |
| --------------- | ---------------------- | ------------------- | -------- | ---------------- |
| Aneurysm (live) | Mainstream Rock Tracks | 9 semaines          | 11e      | 12 octobre 1996  |
| Aneurysm (live) | Alternative Songs      | 12 semaines         | 13e      | 19 octobre 1996  |
| Aneurysm (live) | Radio Songs            | 8semaines           | 63e      | 12 octobre 1996  |
| Aneurysm (live) | RPM Top Singles        | 10 semaines         | 49e      | 25 novembre 1996 |